# Distribució matriu gamma inversa
En estadística, la distribució matriu gamma inversa és una generalització de la distribució gamma inversa a matrius definides positivament. Es tracta d'una versió més general de la distribució inversa de Wishart, i s'utilitza de manera similar, per exemple, com el conjugat a priori de la matriu de covariància d'una distribució normal multivariant o distribució matriu normal. La distribució composta resultant de la composició d'una matriu normal amb una matriu inversa gamma a priori a la matriu de covariància és una distribució t matriu generalitzada.
Això es redueix a la distribució de Wishart inversa amb {\displaystyle \beta =2,\alpha ={\frac {n}{2}}}.